# Chrysophyllum ovale
Chrysophyllum ovale är en tvåhjärtbladig växtart som beskrevs av Henry Hurd Rusby. Chrysophyllum ovale ingår i släktet Chrysophyllum och familjen Sapotaceae. IUCN kategoriserar arten globalt som nära hotad. Inga underarter finns listade i Catalogue of Life.